# Francisco Tapies Torres
Francisco Tapies Torres, en catalán: Francesc Tàpies i Torres, (Oliana, 19 de octubre de 1898 - Tarragona, 14 de mayo de 1985) fue un compositor y maestro de capilla español.

## Vida
Francisco Tapies Torres nació en Oliana, en la provincia de Lérida, no lejos de Seo de Urgel. Allí, en el Seminario diocesano de Seo de Urgel, recibió su formación musical, bajo la batuta del maestro de capilla de la Catedral de Seo de Urgel, Enric Marfany, con el que estudiaría piano, órgano, armonía y composición.
En febrero de 1920 se presentó a maestro de capilla de la Catedral de Lugo, que ganó cumplidamente, convirtiéndose en el maestro de capilla más joven de España. En Lugo, poco después, obtuvo las órdenes menores y en febrero de 1921 fue ordenado sacerdote. Con ocasión de su ordenación estrenó una misa en su ciudad natal, cantada por la Schola Cantorum del Seminario y dirigida por su antiguo maestro, Marfany. Durante su magisterio lucense compuso algunas obras en gallego y realizó algunas armonizaciones de canciones populares.
En 1925 solicitó venia para partir a Roma a ampliar sus estudios musicales. Permanecería allí durante un curso académico como alumno de Licinio Refice en composición y de Rafaelle Manari en órgano, diplomándose en canto gregoriano en la Scuola Pontificia di Musica Sacra.
Regresó a Lugo en 1926, presentándose posteriormente a las oposiciones de organista de la Iglesia Prioral de San Pedro, en Reus. Ganó la oposiciones por puntos, pero no le fue concedido el cargo. En mayo de 1927 se presentó a las oposiciones al magisterio de la Catedral de Tarragona, cargo que ganó el 20 de mayo de ese año. En Tarragona, además de las obligaciones habituales del maestro de capilla, Tapies fue profesor de música del Seminario Conciliar Pontifício. En el Seminario renovó la Schola Cantorum y el repertorio musical, componiendo gran parte de las nuevas obras él mismo. En 1929 pasó a ser organista, renunciando a su cargo de maestro de capilla.
Ese mismo año de 1929 se trasladó a París para ampliar sus estudios de órgano con Charles Tournemire. En 1931 Tapies, junto con otros músicos, fundó el Escuela de Música de Tarragona, que llegaría a ser una filial del Liceo de Barcelona y donde enseñó armonía y teoría musical.
Después de la Guerra Civil, en 1941, fue designado canónigo de la Santa Iglesia de la Catedral, Metropolitana y Primada. Durante ese tiempo fundó junto con Eduardo Baixauli el Conservatorio de Música de Tarragona en las instalaciones de la anterior Escuela, cargo que abandonaría a finales de 1974 por problemas de salud.
Durante sus últimos años de vida dirigió el Coro Parroquial de Constantino. En honor del patrón de esta ciudad compuso una celebrada Misa para coro y órgano. Vivió hasta su muerte en la casa número 24 de la calle Estanislao Figueras, falleciendo en Tarragona el 14 de mayo de 1985.

## Obra
Se conservan más de 250 composiciones de Tapies, en su gran mayoría de carácter religioso y sitas en el archivo de música de la Catedral de Seo de Urgel por voluntad expresa del maestro. También se conservan algunas pocas en la Catedral de Tarragona. Una parte de sus obras, específicamente unas sonatas de órgano y un cuarteto de cuerda se perdieron durante la Guerra Civil.
Su actividad compositiva se divide en tres etapas. La primera, de 1920 hasta la Guerra Civil va desde un estilo tradicional en sus inicios hasta una marcado postimpresionismo. Esta etapa está ejemplificada por los motoetes Cor Jesu (1928), para solistas coro y órgano, un motete tradicional de las tierras de Tarragona, y por Jesus, factus in agonia (1934), a cinco voces, de estilo muy moderno y expresivo. La segunda etapa va desde la posguerra hasta 1958, siendo una etapa en la que sus composiciones son funcionales para el uso en la Iglesia, en consonancia con las circunstancias de la época. Una obra representativa de esta época es la misa Redemptrix captivorum (1945), a tres voces y órgano. La tercera etapa va desde 1958 hasta su fallecimiento, marcada por los oratorios para solista, coro y orquesta sinfónica, de los que se puede destacar su Pontifical de Flames (1959-1960), en conmemoración del martirio del obispo Fructuoso. Otro oratorio a destacar es el Pablo, heraldo de Cristo (1963), su oratorio más ambicioso.